# Hyracotherium
Hyracotherium ("besta parecida com um Hírax") era considerado o mais antigo membro da família dos cavalos. Hoje em dia é considerado um paleoterídeo da família Perissodactyla, aparentado com os cavalos e brontotérios. O Hyracotherium era do tamanho de um cão e vivia por todo o Hemisfério Norte no Eoceno, entre 60 e 45 milhões de anos atrás.
O primeiro fóssil deste animal foi encontrado na Inglaterra pelo paleontologista Richard Owen em 1841, que pensou que se tratava de um hírax devido à sua dentição. Apesar de não ter o esqueleto completo resolveu chamar-lhe "besta parecida com um hírax".
Em 1876, Othniel Charles Marsh encontrou o esqueleto completo na América, ao qual deu o nome de Eohippus ("cavalo da madrugada ou cavalo do amanhecer"). Quando se deu conta que os dois achados eram o mesmo animal, o nome Hyracotherium tornou-se oficial e Eohippus acabou por ser um sinônimo.
O Hyracotherium tinha 60 cm de comprimento e 20 cm de altura até o ombro. Tinha 4 dedos nas patas da frente e 3 nas de trás, dedos esses semelhantes a cascos, nos quais iriam evoluir mais tarde. Tinha 44 dentes no seu crânio alongado. Crê-se que comia plantas, bem como alguns frutos.
Alguns cientistas pensam que o Hyracotherium não é só o ancestral dos cavalos como também de outros perissodáctilos como o tapir e o rinoceronte.